# Megafon

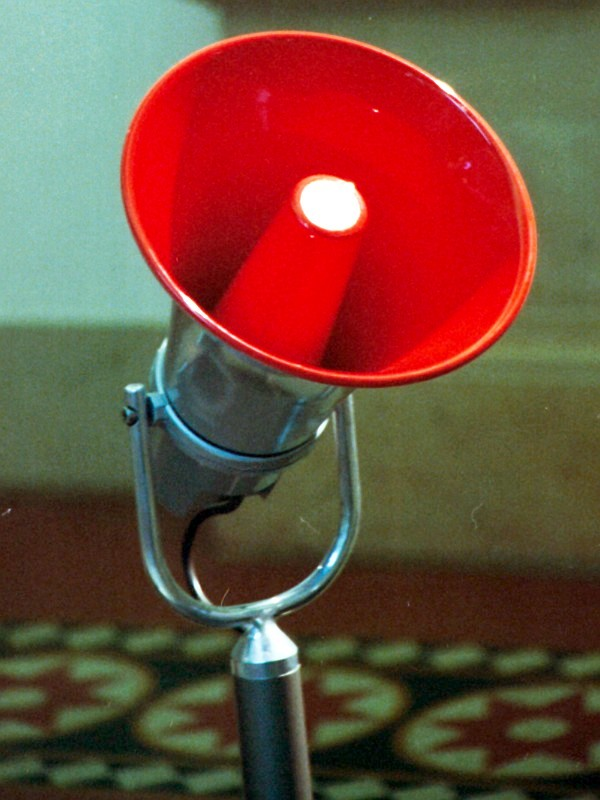
Niewielki megafon na maszcie

Megafon (z gr. μέγας, mégas = „wielki, potężny” oraz φωνή, fōnē = „dźwięk, głos”) – głośnik lub (często) zestaw kilku głośników znacznej mocy (na ogół łącznie kilkudziesięciu lub kilkuset watów), służących do nagłaśniania otwartych przestrzeni (stadionów sportowych, ulic itp.) oraz bardzo obszernych wnętrz (np. hale dworców kolejowych, portów lotniczych itp.) Zazwyczaj montowane są na wysokości kilku metrów nad ziemią (na masztach lub pod stropem), aby zapewnić słyszalność także ze stosunkowo dużej odległości.
Megafonami nazywane są także stosunkowo niewielkie, przenośne (często na uchwycie pistoletowym) urządzenia wyposażone z jednej strony w mikrofon (niekiedy możliwe jest przyłączenie osobnego zewnętrznego mikrofonu), a z drugiej w głośnik, najczęściej tubowy. Również niektóre radiowozy policyjne wyposażone są w głośniki megafonu zamontowane na dachu pojazdu, z mikrofonem wewnątrz kabiny samochodu.
Megafony o mocy liczonej w kilowatach nazywane bywają gigantofonami.

## Zobacz też

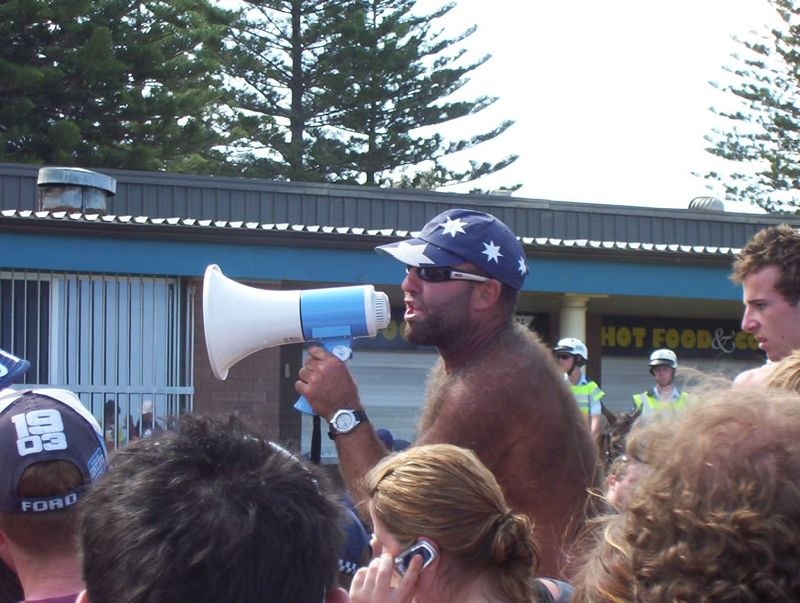
Ręczny megafon z mikrofonem
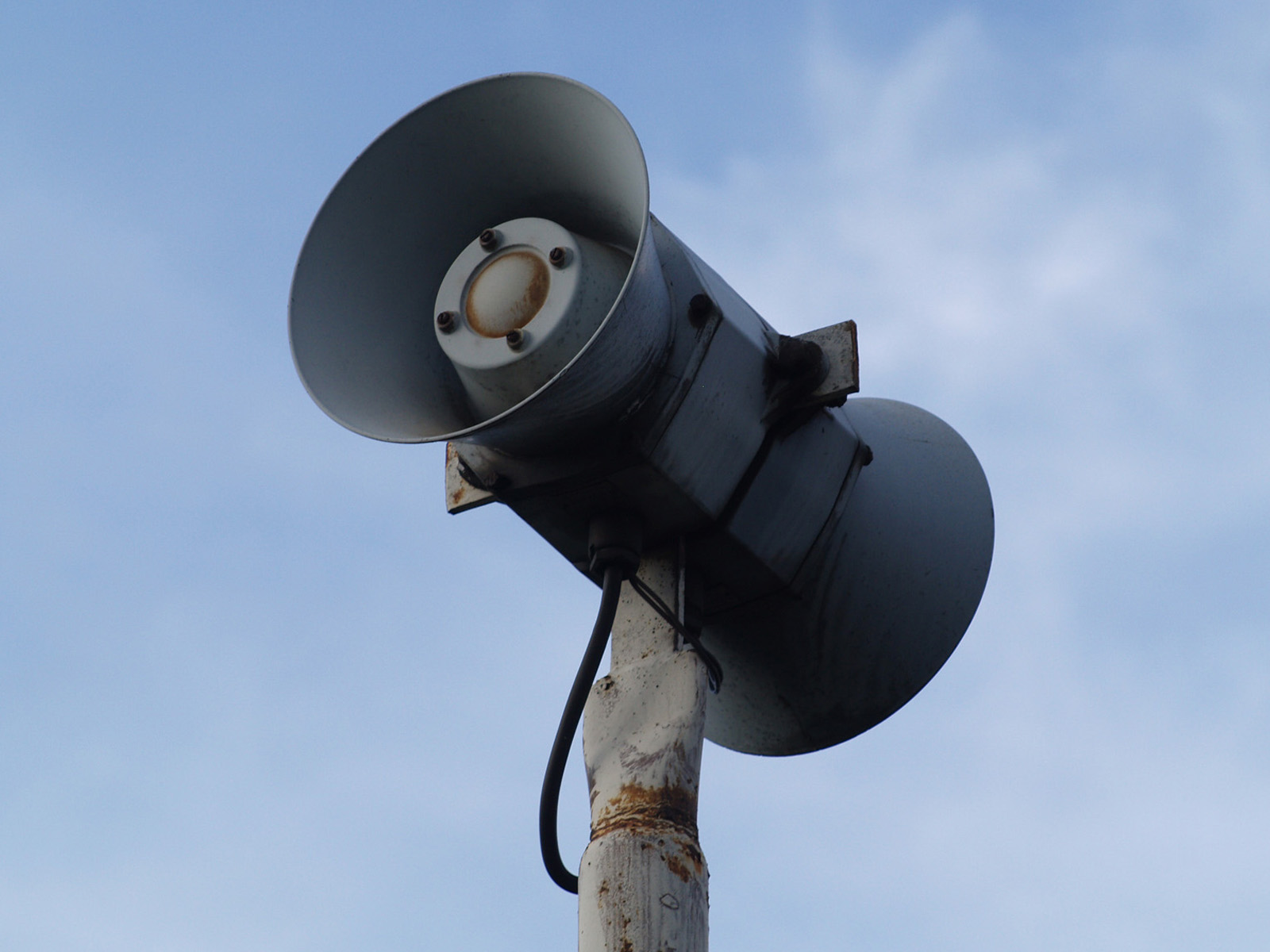
Megafon na maszcie na stacji kolejowej
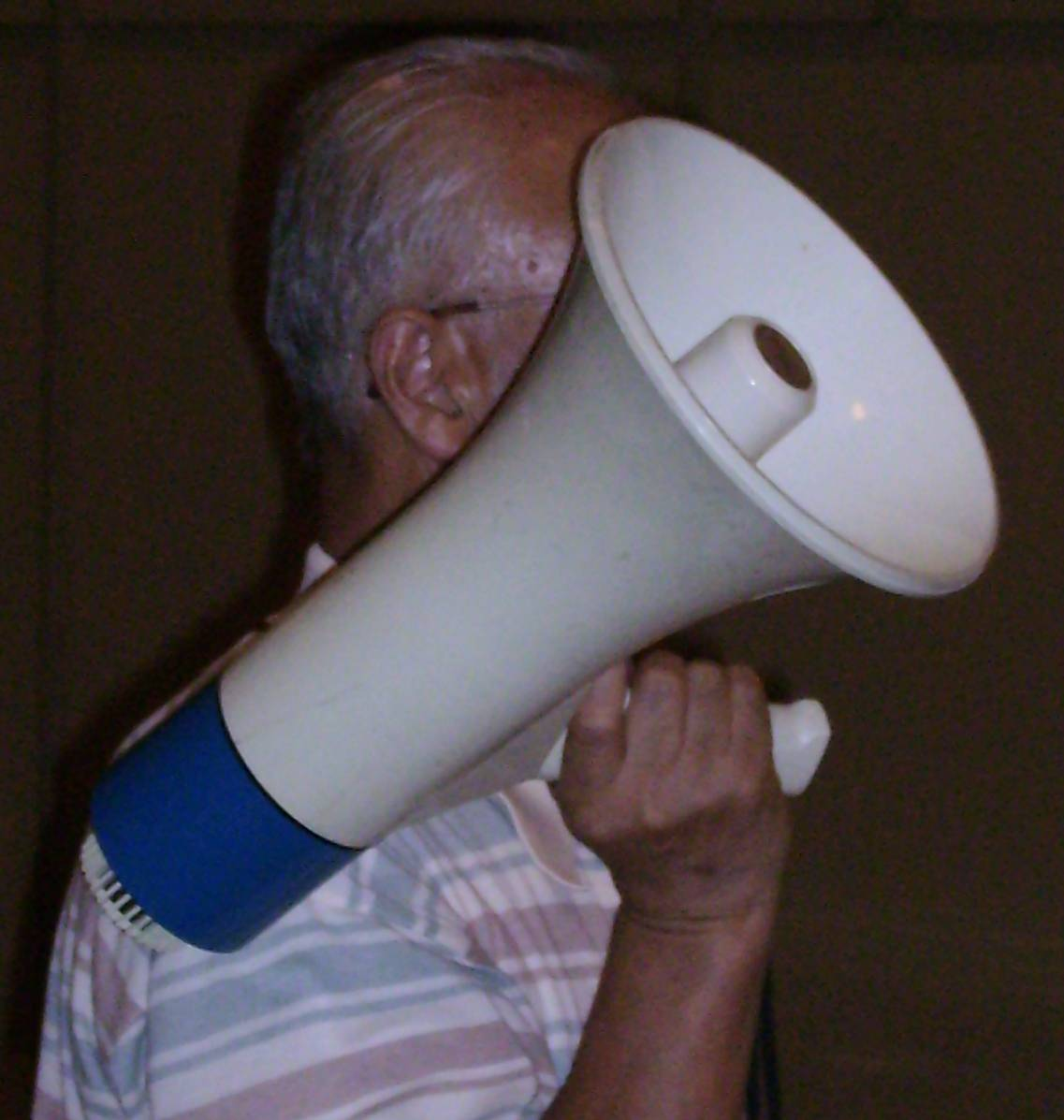
Megafon ręczny
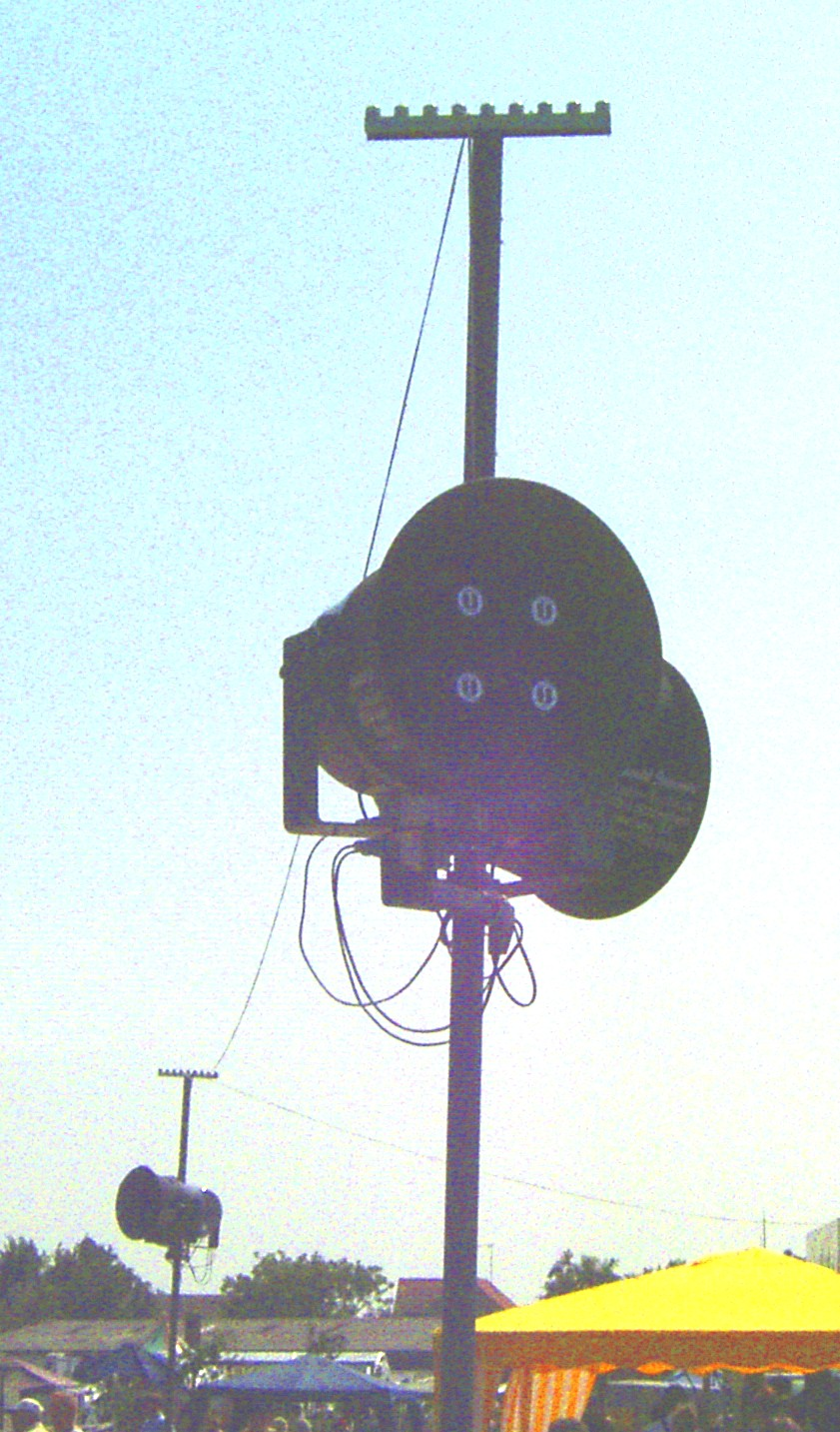
Megafony rozwieszone w otwartej przestrzeni